# Kolno (stacja kolejowa)
Kolno – w latach 1915 - 1923 stacja styczna linii normalnotorowej Pisz - Dłutowo - Kolno z wąskotorową Myszyniec - Kolno. Od 1.04.1973 zlikwidowana wąskotorowa stacja kolejowa w Kolnie, w województwie podlaskim, w Polsce.